# Sokarhor
Sokarhor (auch Sokar-Hor, Sakarher, Sekerher, Sikruhaddu, Sikru-Haddu) war ein unbekannter altägyptischer König (Pharao) der Zweiten Zwischenzeit. Seine genaue Einordnung ist unsicher. Nach Thomas Schneider regierte er vermutlich in der 15. Dynastie.

## Belege
Sakarher ist bisher nur von dem Bruchstück eines Türpfostens aus Kalkstein aus Tell el-Daba bekannt. Dieser wurde 1993 von Manfred Bietak in einem Bau aus der 18. Dynastie gefunden und enthielt die Titulatur des Königs.

## Einordnung
Die chronologische Einordnung des Herrschers bereitet Schwierigkeiten. Entgegen allgemeiner Erwartung ist der Titel Hyksos (heka-chasut – Herrscher der Fremdländer) so gut wie nicht bei Königen der Zweiten Zwischenzeit belegt. Sie werden in der Regel alle Sohn des Re (Sa Ra) oder „Guter Gott“ (Netscher nefer) genannt. Die einzige Ausnahme ist Chajan, der auf einigen Monumenten als heka-chasut, auf anderen mit den klassischen Titeln eines ägyptischen Herrschers erscheint, jedoch nie mit beiden Titulaturen zusammen. Ryholt vermutet daher, dass Chajan den einen Titel als Beamten, die Königstitel eben nach der Besteigung des Throns trug. Sokarhor ordnet er versuchsweise als dessen Vorgänger ein, der zu einer Zeit regierte als die königliche Titulatur der Hyksos noch nicht vollkommen der traditionellen ägyptischen Titulatur angepasst war.
Vorgänger des Sokarhor sind nach Ryholt Semqen und Aperanat.

## Name
Die Titulatur des Königs auf dem Türbalken aus Tell el-Daba enthält keinen Horusnamen. Sein Eigenname ist dort zwar von einer Kartusche umschlossen, wird jedoch nicht mit dem Titel Sohn des Re, sondern mit heka-chasut, Hyksos (Herrscher der Fremdländer), eingeleitet. Dies ist der erste Beleg für den Titel „Hyksos“ auf einem Denkmal vor einem Königsnamen, der zuvor nur von Skarabäen und dem Turiner Königspapyrus bekannt war. Es folgen der Nebti- und der Goldhorusname.
Sein Name Sikruhaddu wird in ägyptischen Hieroglyphen als Skr-Hr geschrieben, welcher in nordwestsemitisch Gedenken des (Gottes) Hadad (Haddu) bedeutet. Thomas Schneider vermutet, dass der Name Sikruhaddu als der des Archles in der Liste des Manetho zu sehen ist.